# 紀元前210年代
紀元前210年代（きげんぜんにひゃくじゅうねんだい）は、西暦による紀元前219年から紀元前210年までの10年間を指す十年紀。

## できごと

### 紀元前219年
- 第二次イリュリア戦争終結（紀元前229年〜）
- 第四次シリア戦争（ドイツ語版）勃発
- カルタゴの武将ハンニバルが、ローマの同盟市（ギリシア植民市）であったサグント（サグントゥム）を攻めたことにより、第二次ポエニ戦争が起こった。このときハンニバルは、彼に対して送られてくる全てのローマ軍を破り続け、南ガリアを通って、イタリアのアルプス山脈の向こうへと軍を導いた。

### 紀元前218年
- 11月 - ティキヌスの戦い
- 12月18日 - トレビアの戦い
- 張良が博浪沙で始皇帝暗殺を図る。

### 紀元前217年
- 6月22日 - ラフィアの戦い
- 6月24日 - トラシメヌス湖畔の戦い

### 紀元前216年
- 8月2日 - ハンニバルの最も有名な勝利とされるカンナエの戦いが起きる。
- 第一次ノラの戦い

### 紀元前215年
- マケドニア戦争勃発（〜紀元前148年）
- 第二次ノラの戦い
- デルトサの戦い
- 蒙恬、匈奴を討つ。

### 紀元前214年
- 2月21日（旧暦1月14日） - 孝元天皇、第8代天皇として即位。
- 第三次ノラの戦い
- 華北に万里の長城が着工される
- 秦によるベトナム支配（北属期）の始まり（〜紀元前207年）
- 箕子朝鮮が秦に服属

### 紀元前213年
- 始皇帝が儒家を始めとする諸子百家の焚書を行った。

### 紀元前212年
- 第一次カプアの戦い
- シラルスの戦い
- 第一次ヘルドニアの戦い
- 始皇帝が、咸陽の方士や儒者460人余りを生き埋めにし虐殺した（坑儒）。

### 紀元前211年
- ベティスの戦い
- 第二次カプアの戦い

### 紀元前210年
- 始皇帝の死去に伴い、末子の胡亥が秦の第2代皇帝に即位する。
- 第二次ヘルドニアの戦い
- ヌミストロの戦い

## 誕生
- 紀元前217年頃
  - 大グラックス、共和政ローマの軍人（+ 紀元前154年）
- 紀元前216年頃
  - サモトラケのアリスタルコス（+ 紀元前145年）
- 紀元前215年頃
  - アンティオコス4世エピファネス、セレウコス朝の王（+ 紀元前163年）
- 紀元前215年
  - 劉濞、前漢前期の皇族（+ 紀元前154年）
- 紀元前214年
  - カルネアデス、古代ギリシャの哲学者（+ 紀元前129年）
- 紀元前210年
  - 恵帝、前漢第2代皇帝（+ 紀元前188年）

## 死去
- 紀元前217年
  - 6月14日 - ガイウス・フラミニウス・ネポス、共和政ローマの元老院議員
- 紀元前216年
  - 8月2日 - ルキウス・アエミリウス・パウルス、共和政ローマの政治家・将軍
  - グナエウス・セルウィリウス・ゲミヌス、共和政ローマ時代の元老院議員
- 紀元前215年
  - 3月27日（旧暦2月8日） - 孝霊天皇（* 紀元前342年）
  - ヒエロン2世、第一次ポエニ戦争時代にシラクサを支配していた人物
- 紀元前212年
  - アルキメデス、古代ギリシアの数学者、技術者（* 紀元前287年）
- 紀元前211年
  - プブリウス・コリネリウス・スキピオ、共和政ローマの軍人
  - グナエウス・コルネリウス・スキピオ・カルウス、共和政ローマの軍司令官、政治家
- 紀元前210年
  - 7月 - 始皇帝、秦朝の皇帝（* 紀元前259年）
  - 扶蘇、始皇帝の長男
  - 蒙恬、秦の武将
  - ティベリウス・センプロニウス・ロングス、共和政ローマの政治家（* 紀元前260年）